# 신진원 (국악인)
신진원(1988년 ~)은 대한민국의 국악인이다.

## 방송
- 판소리 명창대첩 광대전 6 (2022)

## 음반
- 첫 번째 이야기 (2022)

## 공연
- 전북방문의해 창극 신도리화가 - 진채선 역
- 마당창극 천하맹인이 눈을 뜬다 - 심황후 역

## 수상
- 임방울국악제 초등부 대상 수상 (2000)
- KBS 전국어린이판소리경연대회 대상, 특별상 수상 (2000)
- EBS 어린이 명인 명창전 대상
- 공주 박동진 판소리 대회 장원
- 완산전국국악대제전 대상 (2003)
- 전주대사습놀이학생전국대회 판소리 장원 (2005)
- 국립극장 차세대 명창 선정 (2009)
- 대한민국 인재상 대통령상 수상 (2010)